# HMS Empress of India (1891)
Корабль Его Величества «Эмпресс оф Индиа» (от англ. Empress of India — «Императрица Индии») — британский эскадренный броненосец додредноутной эпохи.
«Эмпресс оф Индиа» принадлежал серии из семи (с учётом «Худа» — восьми) 14 000-тонных додредноутов типа «Ройял Соверен», заказанной согласно британской программы 1889 года. Корабль был заложен на верфях Пембрук-Док 9 июля 1889 года и спущен на воду 7 мая 1891 года герцогиней Коннаутской. Изначальное имя «Ринаун» было заменено до окончания постройки 11 сентября 1893 года в Чатеме. «Эмпресс оф Индиа» служил флагманским кораблем флота Канала, затем и флота Метрополии. Нёс службу на Средиземноморском флоте, участвовал в блокаде Кипра, состоял в флоте Метрополии и Резервном флоте. Был потоплен как мишень 4 ноября 1913 года в западной части Ла-Манша.

## Конструкция

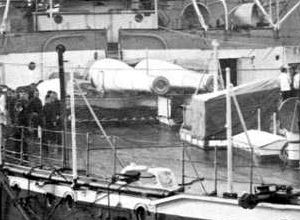
Барбет кормового 343-мм орудия «Эмпресс оф Индиа» в сухом доке верфей Чатема в 1890-х гг.

«Эмпресс оф Индиа» имел водоизмещение 14 150 тонн, при длине 125,1 м, ширине 23 м и осадке 8,38 м. Трёхцилиндровая паровая машина тройного расширения производства «Humphreys&Tennant» (англ.) развивала до 13 000 л. с. форсированной мощности, что позволяло развить ход до 18 узлов.
В целом, на момент завершения постройки броненосцы типа «Ройял Соверен» были, вероятно, лучшими универсальными броненосцами в мире. Увеличенная высота надводного борта давала большую мореходность по сравнению с предыдущими проектами, особенно, для Северного моря и северной Атлантики. Однако, эти корабли были подвержены сильной бортовой качке, и после неприятного инцидента с броненосцем «Резолюшн» (англ.), в 1893 году достигшего опасного крена при непогоде, заслужили прозвище «Rolling Ressies» (англ. — «качающиеся Ресси»), которое устоялось несмотря на модернизацию. Эти броненосцы были быстрее и защищённее своих предшественников, но платой стало существенное утяжеление кораблей — водоизмещение броненосцев предыдущего десятилетия редко превосходило 10 000 тонн.
Вооружение состояло из четырёх 343-мм орудий главного калибра, размещенных по два в двух барбетах, дополнительных десяти 152-мм орудий, двух десятков малокалиберных пушек и шести 450-мм торпедных аппаратов.

## Служба
«Эмпресс оф Индиа» зачислен в состав флота 11 сентября 1893 года в Чатеме, приняв флагманский вымпел заместителя командующего флотом Канала у броненосца «Энсон» (англ.). В августе 1894 года участвовал в манёврах в Ирландском море.
В июне 1895 года представлял Королевский Военно-морского флот на церемонии открытия канала кайзера Вильгельма (Кильского) в Германии. В том же году участвовал в манёврах. В декабре 1895 года поступил под командование капитана Ангуса МакЛеода.
8 июня 1897 года «Эмпресс оф Индиа» переведен на Средиземноморский флот. До прибытия к новому месту службы принял участие в праздновании бриллиантового юбилея правления королевы Виктории в Спитхеде 26 июня 1897 года.
Броненосец прибыл на Мальту в августе 1897 года. В августе-сентябре 1898 года в составе международной эскадры Великих держав обеспечивал блокаду Крита после событий Первой греко-турецкой войны и восстания на острове в 1897—1898 гг. В декабре 1900 года корабль вернулся на Мальту. 3 октября 1901 года броненосец «Имплейсбл» (англ.) заменил «Эмпресс оф Индиа» на средиземноморской службе.
12 октября 1901 года команда «Эмпресс оф Индиа» была распущена в Девонпорте, но корабль был получил назначение в Квинстаун (Ирландия) на смену броненосца «Хау» (англ.). В начале 1902 года поставлен на ремонт.
«Эмпресс оф Индиа» приписан к эскадре Метрополии 7 мая 1902 года, где состоял флагманом (в порту) и флагманским кораблем заместителя командующего флота Метрополии (на море). В 1903 году на совместных учениях Средиземноморского флота и флотов Канала и Метрополии у берегов Португалии отказала левая паровая машина и корабль отстал от основных сил.
В 1904 году флагманство перешло однотипному броненосцу «Роял Оак». В следующем году обязанности службы принял броненосец «Ганнибал», и 23 февраля 1905 года зкипаж корабля был распущен. В тот же день «Эмпресс оф Индиа» переведен в резерв в Девонпорте. В июле 1905 года участвовал в манёврах резервных сил флота. В октябре был набран сокращенный экипаж для службы в Резервном флоте, а броненосец прошёл ремонт.
Столкнулся с британской подводной лодкой «A10» близ Плимута 30 апреля 1906 года.
Упразднение Резервного флота в феврале 1907 года вернуло «Эмпресс оф Индиа» в состав флота Метрополии. В девонпортском дивизионе кораблей нёс обязанности вспомогательного судна.
Уже к 1906 году корабль безнадежно устарел по сравнению с дредноутами и в 1912 году команда была распущена. 2 марта вышел на буксире бронекрейсера «Уориор», но перед поставкой на банку столкнулся с немецким барком «Winderhudder» и был возвращен в Портсмут на ремонт. Окончательно был установлен на банке в Ла-Манше в мае.

## Затопление
4 ноября 1913 года использован как корабль-мишень на стрельбах. Задачей стрельб было показать действие снарядов на реальные цели. Дополнительно рассматривались трудности при ведении одновременной стрельбы несколькими кораблями по одной цели.
Первым по стоящему «Эмпресс оф Индиа» должен был открыть огонь крейсер «Ливерпуль», затем — линейные корабли «Тендерер», «Орион» и броненосец «Король Эдуард VII», и последними стреляли четыре линейных корабля: «Нептун», «Король Георг V», «Тендерер» и «Вангард». Результаты стрельб представлены в таблице.
В 16:45 «Эмпресс оф Индиа» ярко вспыхнул, погрузился по корму и затонул в 18:30. Корабль получил 44 попадания 343 и 305-мм снарядов. При погружении перевернулся и лег палубой на дно. Впоследствии был частично утилизирован на лом по лицензии частной компанией. Сейчас останки корабля доступны для осмотра дайверами.
| Корабль                                        | Тип корабля                    | Дальность       | Очерёдность стрельбы | Снаряд                                       | Сделано выстрелов | Попаданий | Источник |
| ---------------------------------------------- | ------------------------------ | --------------- | -------------------- | -------------------------------------------- | ----------------- | --------- | -------- |
| «Ливерпуль»                                    | Лёгкий (бронепалубный) крейсер | 4 340 м         | Первый               | 152-мм ОФ снаряд                             | 16                | 7         | [ 5 ]    |
| «Ливерпуль»                                    | Лёгкий (бронепалубный) крейсер | 4 340 м         | Первый               | 102-мм ОФ снаряд                             | 66                | 22        | [ 5 ]    |
| «Тундерер» «Орион»                             | Линейный корабль               | 9 000 м         | Вторая               | 343-мм полубронебойный (англ.) снаряд        | 40                | 17        | [ 5 ]    |
| «Король Эдуард VII»                            | Броненосец                     | 9 000 м         | Вторая               | 305-мм полубронебойный (англ.) снаряд        | 16                | 5         | [ 5 ]    |
| «Король Эдуард VII»                            | Броненосец                     | 9 000 м         | Вторая               | 234-мм полубронебойный (англ.) снаряд        | 18                | 7         | [ 5 ]    |
| «Король Эдуард VII»                            | Броненосец                     | 9 000 м         | Вторая               | 152-мм полубронебойный (англ.) снаряд        | 27                | 5         | [ 5 ]    |
| «Нептун» «Король Георг V» «Тендерер» «Вангард» | Линейный корабль               | 7 300 — 9 100 м | Третья               | 343 и 305-мм полубронебойный (англ.) снаряды | 95                | 22        | [ 5 ]    |